# Eupsilia satellitia
Eupsilia satellitia är en fjärilsart som beskrevs av Carl von Linné 1767. Eupsilia satellitia ingår i släktet Eupsilia och familjen nattflyn. Inga underarter finns listade i Catalogue of Life.